# Caesia subulata
Caesia subulata är en grästrädsväxtart som beskrevs av John Gilbert Baker. Caesia subulata ingår i släktet Caesia och familjen grästrädsväxter.
Artens utbredningsområde är Madagaskar. Inga underarter finns listade i Catalogue of Life.